# Gregori Warchavchik
Gregori Ilych Warchavchik (em ucraniano: Ґреґорі Ілич Варчавчік; Odessa, 2 de abril de 1896 — São Paulo, 27 de julho de 1972) foi um dos principais nomes da primeira geração de arquitetos modernistas do Brasil.
Chegou ao Brasil em 1923. Naturalizado brasileiro entre 1927 e 1928, projetou e construiu para si aquela que foi considerada a primeira residência moderna do país.

## Biografia
Warchavchik nasceu na cidade de Odessa, Ucrânia, então parte do Império Russo. Iniciou os estudos de arquitetura na própria Universidade Nacional de Odessa.
Em 1918 muda-se para Roma, Itália, ingressando no Regio Istituto Superiore di Belle Arti, diplomando-se em 14 de julho de 1920. Passa os dois primeiros anos de formado trabalhando para o professor e arquiteto neoclássico Marcello Piacentini (1881-1960), mais tarde conhecido como l'architetto del regime (fascista), e dirige a construção do Cinema-teatro Savoia (1922), em Florença.
Chega ao Brasil (segundo ele, "terreno preparado para minhas ideias e meus sonhos") em 1923, no auge da vanguarda modernista, apenas um ano após a Semana de 22, encontrando aqui uma predisposição à aceitação das ideias que ele trazia da Europa - os preceitos de Walter Gropius (1883-1969), Mies van der Rohe (1886-1969) e Le Corbusier (1887-1966) - e já empregado pela Companhia Construtora de Santos, dirigida por Roberto Cochrane Simonsen, primeiro intelectual brasileiro a defender o trabalho racional dentro da indústria, seguindo a escola do taylorismo e do fordismo.
Vale, antes de avançarmos aos impactos da vinda de Warchavchik ao Brasil, criar um contraponto a um outro jovem arquiteto, o austríaco Richard Joseph Neutra (1892-1970), que, assim como ele, em 1923 emigrou da Europa, chegando porém aos EUA. Neutra, que já trabalhara com Erich Mendelsohn (1887-1953) e se diplomara em Viena sob a direção de Otto Koloman Wagner (1841-1918), ainda encontraria John Augur Holabird (1886-1945), em Chicago, e Frank Lloyd Wright (1867-1959), em Taliesin, com os quais trabalharia - diferentemente de Warchavchik, que se depara com um país que mal sabe distinguir um engenheiro civil de um arquiteto e onde um mestre de obras poderia assumir tal função, sendo que o curso de arquitetura da Escola Nacional de Belas Artes, no Rio de Janeiro, só passaria a ser reconhecido 10 anos após a sua chegada.
Contudo, ele não poderia ter chegado a um lugar mais oportuno, pois a província de São Paulo, mesmo possuindo ainda características de uma vila, fervilhava de intelectuais defensores da nova arte como Paulo Prado, Mário de Andrade, Oswald de Andrade, Graça Aranha, Renato de Almeida, Guilherme de Almeida, Menotti del Picchia, Plínio Salgado, Victor Brecheret, Emiliano Di Cavalcanti, Anita Malfatti, Heitor Villa Lobos e outros. Warchavchik, como não poderia deixar de ser, logo entrou em contato com o grupo modernista de São Paulo, onde conheceu a jovem Mina Klabin, filha de um grande industrial da elite paulista, com quem viria a se casar em 1927, naturalizando-se brasileiro.
Em 1925, Warchavchik, escreve aquele que seria o primeiro manifesto da arquitetura modernista no Brasil, publicado inicialmente em italiano no jornal Il Piccolo no dia 15 de junho, intitulado "Futurismo?", posteriormente traduzido e republicado pelo Correio da Manhã em 1º de novembro, como "Acerca da Architectura Moderna". No mesmo ano, Walter Gropius iniciava a publicação dos Bauhausbücher, com a obra Internationale Architektur. Pode-se dizer que poucas e relativas dissonâncias separam seu documento ao do mestre alemão.
No artigo de Warchavchik, são expostas algumas ideias do arquiteto sobre o novo padrão de estética arquitetônica que estava florescendo. Segundo ele, assim como as máquinas que acompanhavam a evolução tecnológica, os edifícios também precisavam se modernizar, pois são verdadeiras "máquinas de morar" - não apenas no sentido das técnicas construtivas, que ficavam a cargo dos engenheiros da época, mas principalmente em relação à "cara" da construção.
A crítica ao ornamento é feita de forma veemente: detalhe inútil e absurdo, imitação cega da técnica da arquitetura clássica, tudo isso era lógico e belo, mas não é mais. Para ele, o estudo da arquitetura clássica deveria servir apenas para dar ao arquiteto um sentimento de equilíbrio e proporção, do contrário, estaríamos fadados a viver em verdadeiras réplicas antiquadas, que destoavam totalmente dos equipamentos modernos, dos costumes modernos, enfim, da vida moderna.
Neste sentido, defendeu fortemente a produção de uma arquitetura livre dos legados do passado, e que refletisse a época da modernidade - lógica e livre de ornatos.
Mesmo tendo em seus conhecimentos extensa cultura clássica e ainda convivido com Marcello Piacentini, o qual publicaria em 1930 o livreto Architettura d'oggi, atacando a nova arquitetura e afirmando que esta lhe parecia um produto efêmero, Warchavchik se mostra fiel ao movimento que se processava e aos seus estudos sobre os novos materiais.

### A primeira casa modernista do Brasil
Em 1927, em função de seu casamento, Warchavchik começa a construir para si, na rua Santa Cruz, bairro de Vila Mariana, em São Paulo, aquela que seria considerada a primeira casa modernista do país, concluída em 1928. O projeto, a construção, a decoração, os interiores, os móveis e as peças de iluminação, são de autoria do arquiteto. Mina Klabin Warchavchik, além de contribuir financeiramente com a construção, inclusive dispondo de terreno de sua família para tal fim, colaborou com o projeto paisagístico para o jardim - eventualmente também considerado o primeiro projeto paisagístico moderno do país, embora tal afirmação também encontre divergências.
O projeto da casa deu origem a uma das mais relevantes polêmicas do movimento moderno, provocado pelo arquiteto Dácio de Morais, que criticou asperamente Warchavchik em artigos do Correio Paulistano. O projeto para a casa teve como objetivo a racionalidade, o conforto, a utilidade, uma boa ventilação e iluminação – ideais preconizados por Le Corbusier. Inspirado nas paisagens brasileiras, criou uma arquitetura que se adaptou à região, ao clima e às tradições do país. Participantes da Semana de Arte Moderna de 1922, como Tarsila do Amaral, Oswald de Andrade, Anísio Teixeira, Mário de Andrade, Osvaldo da Costa e Mário de Andrade, opinaram sobre o sucesso de Warchavchik, ao conseguir uma essência nacional na casa sem comprometer o objetivo de romper com os elementos tradicionais da Arquitetura.
A casa, hoje pertencente ao Estado de São Paulo, foi tombada em 1980 pelo Conselho de Defesa do Patrimônio Histórico, Arqueológico, Artístico e Turístico do Estado e reconhecida como Patrimônio Histórico pelo IPHAN, tornando-se um parque. O tombamento se deu por intermédio de moradores da região que queriam impedir a implantação de um loteamento residencial, proposto por uma construtora, para o local.
Apesar desse ser o primeiro exemplo de casa modernista no Brasil, existem quatro pontos básicos que contradizem ao manifesto modernista:
1. Parecia tratar de uma construção em concreto armado, porém o edifício foi construído quase que inteiramente de tijolos, ocultados por um revestimento branco;
2. As janelas horizontais de canto, sob o ponto de vista técnico, não se justificavam numa construção executada com materiais tradicionais, tendo elas acarretado complicados problemas de construção;
3. A solução, que consistia em dar à ala direita da fachada o mesmo aspecto externo da ala esquerda, quando essa correspondia a varanda e não a um interior com ala oposta contradizia a afirmação feita por demais absolutos no manifesto de 1925: "a beleza ade uma fachada deve resultar da racionalidade da planta da disposição interna, assim como a forma de uma máquina é determinada pelo mecanismo, o que é sua alma;
4. A cobertura do corpo principal não era um terraço, conforme se poderia supor, mas um telhado de telhas coloniais cuidadosamente escondido por uma platibanda.[1]

### A Casa da Rua Itápolis

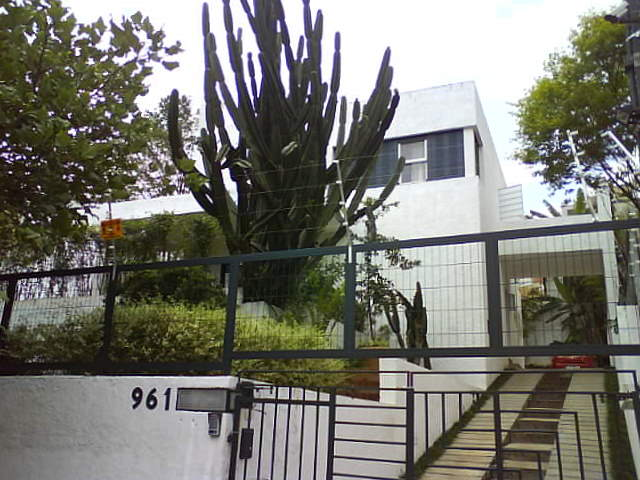
A Casa Modernista da Rua Itápolis

A casa da Rua Itápolis, no Pacaembu, em São Paulo, ficou em exposição de 26 de março a 20 de abril de 1930 e impulsionou a renovação arquitetônica brasileira, tornando-se uma referência e complementando a revolução assinalada pela "Semana de Arte Moderna de 1922".
No projeto, Warchavchik procurou resolver, de maneira mais estética possível, a questão econômica e funcional. Ao contrário do tradicional, eliminou corredores com a finalidade de obter mais espaço. Uma planta-baixa pequena, simples e econômica mudou a concepção de muitos a respeito da arquitetura moderna e passou a ser referência para o Estado.
Warchavchik recebeu muitos elogios, mas especiais foram os de Le Corbusier, já que era um admirador e seguidor de suas ideias. Le Corbusier, que visitou a casa ainda em construção, em 1929, admirou a plasticidade do muro em curva que separa o jardim social do quintal de serviço, dentre outros aspectos do projeto. Muito impressionado, decide, em uma reunião junto com outros intelectuais paulistas, na própria residência, que Warchavchik representaria não só o Brasil como toda a América do Sul, como delegado dos Congrès Internationaux d'Architecture Moderne (CIAM).

### Warchavchik & Lúcio Costa
Um ano mais tarde, em função da Revolução de 1930, Lúcio Costa é convidado a assumir a direção da Escola Nacional de Belas Artes. Uma de suas providências foi convidar Warchavchik para lecionar no curso de Arquitetura. O convite foi aceito e enquanto dava aulas também produziu alguns projetos. Juntamente com Lúcio Costa, montou um escritório, onde Niemeyer trabalhou como desenhista.
A experiência como professor iria se encerrar em 1932, com a Revolução Constitucionalista. Porém, neste pouco tempo, conseguiu disseminar suas ideias, que influenciaram alguns estudantes da época: Affonso Eduardo Reidy, os irmãos Roberto, e Jorge Moreira, dentre outros.

### A Casa Modernista do Rio
A primeira casa de Warchavchik no Rio de Janeiro (1931) foi também a primeira casa modernista da cidade. Localizava-se no bairro de Copacabana e tinha como características arquitetônicas marcantes, o jogo de volumes, o aproveitamento do terreno acidentado, paredes lisas e ângulos retos, o uso de terraço, a boa ventilação e iluminação, poucas paredes e o uso de vários materiais nacionais, tanto para mobiliários, quanto para a sua construção.
Por ocasião da exposição da primeira Casa Modernista do Rio, Warchavchik publica o artigo "Arquitetura Viva". Neste artigo, defende a ideia de que cada povo deve refletir na arquitetura sua maneira de sentir. Por isso, acredita que um arquiteto não deve projetar baseando-se nas tradições, mas sim, na compreensão e concepção da vida, enfim deve idealizar uma "Arquitetura Viva".

### O fim de sua vida
Warchavchik morreu aos 76 anos em seu leito, na manhã de 27 de julho de 1972. Foi enterrado no Cemitério Israelita da Vila Mariana.
Deixa ao Brasil uma herança importantíssima, não só composta por artigos teóricos, como também por obras realizadas, que marcaram definitivamente uma nova fase no campo da arquitetura moderna brasileira.

## Cronologia

### Projetos
- 1917
  - Estudo para um mausoléu – Odessa.
- 1921
  - Projeto de residências econômicas geminadas – Roma.
  - Projeto de um prédio de quatro moradias – Roma.
  - Projeto para uma Igreja rural – Roma.
  - Estudo para um teatro – Roma.
  - Projeto de uma residência – Roma.
- 1927
  - Residência Warchavchik – a primeira casa modernista do Brasil, em São Paulo.
- 1929
  - Moradia para uma pequena família – São Paulo.
  - Residência para um casal – São Paulo.
  - Residência de João de Sousa Lima – São Paulo.
  - Residência do Sr. Cândido da Silva – São Paulo (hoje Centro Cultural e de Estudos Superiores Aúthos Pagano).
  - Casas econômicas em série – São Paulo.
- 1930
  - Blocos de casas econômicas para a classe média – São Paulo.
  - A Casa Modernista de São Paulo – Pacaembu, São Paulo.
  - Residência Luís da Silva Prado (Casa da Rua Bahia) – São Paulo.
- 1931
  - Residência de Antônio da Silva Prado Neto (Casa Silva Prado Neto) – São Paulo.
  - A Casa Modernista do Rio – a primeira casa modernista do Rio de Janeiro.
  - Imóvel de rendimento para o Sr. Lincoln Nodari - Rio de Janeiro.
  - Residência para o Sr. Guimarães da Fonseca – Rio de Janeiro.
  - Bar restaurante na Praia de Copacabana – Rio de Janeiro.
- 1932
  - Apartamento moderno da Avenida Atlântica – Rio de Janeiro.
  - Residência para o Sr. F. Rolim Gonçalves.
  - Casa para aluguel da Sra. D. Mário Gallo – Rio de Janeiro.
  - Residência para o Sr. Alfredo Schwartz – Rio de Janeiro.
- 1933
  - Residência Duarte Coelho, na Gávea – Rio de Janeiro.
  - Vila Operária na Gamboa – Rio de Janeiro.
- 1935
  - Residência Dr. Aristóteles Garcia - Marília/SP.[2]
- 1938
  - Residência para a Cia. Melhoramentos Gopouva – São Paulo.
- 1939
  - Prédio de apartamentos na Alameda Barão de Limeira – São Paulo.
  - Anteprojeto para o Paço Municipal de São Paulo.

1950 Sede social do Club Athletico Paulistano - São Paulo.
- 1954
  - Edifício de apartamentos Cícero Prado na Av. Rio Branco - São Paulo.

### Artigos e estudos publicados
- 1925
  - "Futurismo?", publicado em italiano no Il Piccolo, São Paulo em 15 de junho de 1925.
  - "Acerca da Arquitetura Moderna", artigo-manifesto, publicado pelo Correio da Manhã, Rio de Janeiro em 1º de novembro de 1925.
- 1926
  - "Arquitetura Brasileira", publicado em Terra Roxa e Outras Terras, São Paulo, em 17 de setembro de 1926.
- 1928
  - "Decadência e Renascimento da Arquitetura", publicado pelo Correio Paulistano em 5 de agosto de 1928.
  - "A Arquitetura do Século XX", série de 10 artigos, publicado pelo Correio Paulistano, em 29 de agosto, 5, 14 e 23 de setembro, 9 e 21 de outubro, 4 e 21 de novembro, e finalmente em 2 e 16 de dezembro de 1928.
  - "Estudo sobre os arranha-céus", entrevista publicada pelo O Jornal, Rio de Janeiro, em 9 de dezembro de 1928.
  - "Arquitetura Moderna", publicado em Acrópoles, São Paulo, 29 de dezembro de 1928.
- 1929
  - "Arquitetura Nova", publicado pelo Correio Paulistano, 20 de janeiro de 1929.
  - "São Paulo e Arquitetura Nova", publicado na revista Ilustração Brasileira, Rio de Janeiro, setembro de 1929.
- 1930
  - "Passadistas e Futuristas", publicado na revista Vanitas, São Paulo, março de 1930.
  - "Em torno da Casa Modernista do Pacaembu", breve resposta ao professor Christiano das Neves, publicado no Diário de São Paulo, 20 de abril de 1930.
  - "Como julgar a tendência da moderna arquitetura: Decadência ou ressurgimento?", tese apresentada, mas não aceita ao IV Congresso Pan Americano de Arquitetura, Rio de Janeiro, 1930, depois publicada no Diário da Noite, São Paulo, em 28 de junho de 1930.
- 1931
  - "Relatório para o III Congresso Internacional de Arquitetura Moderna", Bruxelas, novembro de 1930 e publicado em Cahiers d'Art, Paris, nº. 2, 1931.
  - "A Arquitetura Viva", publicado em O Jornal, Rio de Janeiro em 1º de novembro de 1931.
- 1935
  - "Virá à São Paulo o arquiteto italiano Marcello Piacentini?", entrevista para o Diário da Noite.
- 1940
  - "Arquitetura Moderna", publicado na revista Dom Casmurro, Rio de Janeiro, 9 de novembro de 1940.
- 1945
  - "Onde funcionará o futuro Congresso de São Paulo?", entrevista para o Correio Paulistano em 14 de junho de 1945.
  - "Impôs-se a planificação da construção", entrevista para o Diário da Noite, em 9 de agosto de 1945.
  - "Abrigos que não abrigam nada", entrevista para o Diário da Noite, São Paulo, em 30 de janeiro de 1945.
  - "A posse da casa própria não deve ser privilégio dos ricos", entrevista para a Folha da Noite, em 8 de janeiro de 1945.
  - "Deveria ser edificada uma verdadeira praça cívica nas proximidades dos bairros mais caracteristicamente proletários de São Paulo", entrevista para o Correio Paulistano, em 14 de junho de 1945.
  - "Uma Cidade dentro da Cidade", entrevista para o Diário da Noite, São Paulo, em 9 de julho de 1945.
- 1946
  - "Por um Paço definitivo para São Paulo", entrevista para o Diário da Noite, em 20 de agosto de 1946.
- 1948
  - Introdução para o livro "Arquitetura Social em países de clima quente" de Richard Neutra, versão para o português de Mina Warchavchik e Carmen de Almeida, São Paulo, Ed. Todtmann, 1948.
- 1952
  - "Para sair-se do impasse, impõe-se um concurso internacional de arquitetos", entrevista para o Diário de São Paulo, em 18 de setembro de 1952.
- 1957
  - "Os rumos da Arquitetura Brasileira", artigo-entrevista para o Itinerário de Artes Plásticas para o Correio da Manhã, Rio de Janeiro, publicado em 1, 2 e 3 de março de 1957.
- 1960
  - Reprodução do manifesto de 1925 "Acerca da Arquitetura Moderna", publicado pela Tribuna da Imprensa, Rio de Janeiro em 27 e 28 de agosto de 1960.
- 1961
  - "Inquérito Nacional de Arquitetura", suplemento dominical do Jornal do Brasil, Rio de Janeiro, publicado em 9 de junho, 25 de fevereiro, 4, 18 e 25 de março e 11 de abril de 1961.

### Exposições
- 1930
  - "Exposição de uma casa modernista e de arte moderna", São Paulo, Rua Itápolis 116, de 20 de março a 20 de abril.
- 1931
  - "Exposição do 1º Congresso de Habitação", São Paulo, maio de 1931. Organizada pelo Instituto de Engenharia, Divisão de Arquitetura. Fotografias de desenhos de obras e de interiores realizados.
  - "XXXIII Exposição Geral de Belas Artes", Salão Oficial, Rio de Janeiro, setembro de 1931: "Casa Luiz Prado" na rua Bahia em São Paulo (10 ampliações e 17 fotografias de interiores); "Casa Cândido da Silva" em São Paulo (uma ampliação); "1ª Casa Modernista de São Paulo" (1 ampliação); "Casa para um casal", na rua Avanhandava em São Paulo (1 ampliação); "Maqueta para um clube de tênis" em São Paulo (projeto da sede); "Projeto para uma casa de campo" (desenho); "Projeto para um bar-restaurante" (desenho); "Exposição da primeira Casa Modernista do Rio de Janeiro", 22 de outubro de 1931, Rua Toneleros.
- 1932
  - "Exposição de um apartamento moderno, mobiliado e equipado", Rio de Janeiro, 5 de janeiro de 1932, Avenida Atlântica.
- 1933
  - "1º Salão de Arquitetura Tropical", organizado pela Associação dos artistas brasileiros, seção de Arquitetura, dirigida por João Lourenço e Alcides da Rocha Miranda – Rio de Janeiro – 16 de março a 17 de abril de 1933.
  - "1ª Exposição de Arte Moderna da Spam" (Sociedade Pró Arte Moderna), São Paulo, Rua Barão de Itapetininga 16, 29 de abril a 31 de maio de 1933.
- 1939
  - "Exposição de projetos e maquetas para o Paço Municipal", apresentados no concurso organizado pela Prefeitura de São Paulo como Projeto "Praça Cívica" de Warchavchik com a colaboração de Vilanova Artigas, onde recebeu o segundo prêmio.
- 1941
  - "1º Salão de Arte da Feira Nacional de Indústrias", São Paulo, outubro de 1941.
  - "Maqueta de um clube de esportes".
- 1943
  - "Exposição de Arquitetura brasileira", organizada pela equipe do livro Brazil Builds, New York, Museum of Modern Arts, 13 a 28 de fevereiro de 1943.
- 1945
  - "A exposição de Arquitetura Brasileira", organizada pela Brazil Builds, com a colaboração do Museu de Arte Moderna de New York e do Departamento de Cultura do Município de São Paulo, Galeria Prestes Maia, São Paulo, fevereiro de 1945.
- 1951
  - "Primeira Bienal de São Paulo", Trianon, Avenida Paulista "As Primeiras Casas Modernistas" de outubro a dezembro de 1951.
- 1952
  - "Exposição coletiva de arquitetura Brasileira", organizada pela Divisão Cultural do Ministério das Relações Exteriores no Rio de Janeiro. Exposição em viagem pela Europa: Londres, 8 a 31 de julho de 1953, Royal Academy of Arts; Copenhague, fevereiro 1957; e Arrhus, março de 1957.
- 1953
  - "Exposição de II Bienal de São Paulo", Ibirapuera, Palácio das Nações "Habitação Coletiva" outubro-dezembro de 1953.
- 1959
  - "Exposição da V Bienal de São Paulo", Ibirapuera, com maquetas do Clube Atlético Paulistano e de uma casa grande para a fazenda Raul Crespi.
- 1963
  - "Exposição da VII Bienal de São Paulo", Ibirapuera, Palácio Armando Arruda Pereira "Período Heróico", Sala dos Pioneiros, "Manifesto de 1925" e ampliações de trabalhos realizados entre 1927 e 1931.

### Textos e documentos
- ANDRADE, Mário de. "Exposição duma casa modernista". 1930. Publicado no Diário Nacional, São Paulo, em 5 de abril de 1930. Republicado em Depoimentos nº 2, Centro de Estudos Brasileiros, GFAU, São Paulo, 1966, e em Arte em Revista nº 4 (Arquitetura Nova) em agosto de 1980.

- ANDRADE, Oswald de. "A casa modernista, o pior crítico do mundo e outras considerações". 1930. Publicado no Diário da Noite, São Paulo, em julho de 1930. Republicado na Arte em Revista nº 4, São Paulo, em agosto de 1980.

- CARVALHO, Flávio de Rezende. "Modernista Warchavchik". 1930. Publicado no Diário da Noite, São Paulo, em 8 de julho de 1930. Republicado na Arte em Revista nº 4 (Arquitetura Nova), São Paulo, CEAC, agosto de 1980.

- COSTA, Lúcio. "Razões da nova arquitetura". 1930. Texto de 1930. Publicado na Revista da Diretoria de Engenharia da prefeitura do Distrito Federal, nº 1, vol.III, janeiro de 1936. Republicado em Lúcio Costa: Sobre a Arquitetura, volume 1 (coletânea de textos de Lúcio Costa, organização de Alberto Xavier), Centro dos Estudantes Universitários de Arquitetura, Porto Alegre, 1962, na Arte em Revista nº 4 (Arquitetura Nova), CEAC, São Paulo, agosto de 1980, e em Arquitetura Moderna Brasileira: Depoimento de uma Geração (coletânea de textos organizada por Alberto Xavier), ABEA/FVA/PINI – Projeto Hunter Douglas, São Paulo, 1987, e posteriormente em Lucio Costa. Registro de uma vivência, Empresa das Artes, São Paulo, 1995.

- COSTA, Lúcio. "Carta depoimento". 1948. Datada de 20 de fevereiro de 1948 e publicada n'O Jornal, de 14 de março de 1948. Republicada em Lúcio Costa: Sobre a Arquitetura, volume 1 (coletânea de textos de Lúcio Costa organizada por Alberto Xavier), Centro dos Estudantes Universitários de Arquitetura, Porto Alegre, 1962, pp. 123–128, e posteriormente em Lucio Costa. Registro de uma vivência, Empresa das Artes, São Paulo, 1995. Trata-se de uma resposta ao artigo de Geraldo Ferraz, "Falta o Depoimento de Lúcio Costa", de 1 de janeiro de 1948.

- FERRAZ, Geraldo. "Falta o depoimento de Lúcio Costa". 1948. Publicado no Diário de São Paulo, em 1 de fevereiro de 1948. Republicado em Lúcio Costa: Sobre a Arquitetura, volume 1 (coletânea de textos de Lúcio Costa organizada por Alberto Xavier), Centro dos Estudantes Universitários de Arquitetura, Porto Alegre, 1962, pp. 119–122. Em 1947, organizado pela revista Anteprojeto dos estudantes da Faculdade Nacional de Arquitetura, foi publicado um álbum – Arquitetura Contemporânea no Brasil – que reunia fotografias de projetos e obras construídas, procurando, em linhas gerais, mostrar o trabalho dos arquitetos brasileiros, principalmente a partir de 1940. Era dedicado "ao arquiteto Lúcio Costa, mestre da arquitetura tradicional e pioneiro da arquitetura contemporânea no Brasil". Neste artigo, o jornalista Geraldo Ferraz contestou esta qualificação de pioneiro e solicitou de Lúcio Costa um depoimento para desfazer o que chamou de "falseamento informativo". A resposta de Lúcio Costa está publicada a seguir.

- WARCHAVCHIK, Gregori I.. "Acerca da arquitetura moderna". 1925. Publicado no Correio da Manhã, Rio de Janeiro, em 1 de novembro de 1925. Republicado em Depoimentos nº 1, Centro de Estudos Brasileiros, GFAU, São Paulo, s/d, na Arte em Revista nº 4 (Arquitetura Nova), São Paulo, em agosto de 1980, e em Arquitetura Moderna Brasileira: Depoimento de uma Geração (coletânea de textos organizada por Alberto Xavier), ABEA/FVA/PINI – Projeto Hunter Douglas, São Paulo, 1987.

- WARCHAVCHIK, Gregori I.. "Um congresso que marcou época na história da arte". 1928. Este é o 5º de uma série de 10 artigos escritos por Gregori Warchavchik para o jornal Correio Paulistano no final do ano de 1928 e que tinha como título geral "Arquitetura do Século XX". Republicado na revista Óculum 3, FAU PUC-Campinas, março de 1993. Texto levantado pelo professor Agnaldo Aricê Farias e reproduzido em sua dissertação de mestrado intitulada Arquitetura Eclipsada: notas sobre história e arquitetura a propósito da obra de Warchavchik, introdutor da arquitetura moderna no Brasil.